# بيلووزيورسكيي
بيلووزيورسكيي (بالروسية: Белоозёрский) هي مدينة في مقاطعة موسكو أوبلاست في روسيا. يبلغ عدد سكانها حوالي 19657 نسمة.